# Тарновський Сергій Олегович
Сергі́й Тарно́вський (рум. Serghei Tarnovschi; нар. 24 червня 1997, Львів) — український (до 2013) та молдавський (з 2014) веслувальник-каноїст. Молодший брат Олега Тарновського, теж веслувальника-каноїста. До 2013 року мав українське громадянство.

## Спортивна кар'єра
Займався разом з братом у ДЮСШ «Буревісник» у Тернополі. Першу бронзову медаль здобув на чемпіонаті світу в Мілані 2015 року, після чого визнаний в Молдові спортсменом року.
На Олімпійських іграх 2016 в Ріо-де-Жанейро взяв участь у змаганнях каное-одиночок на дистанції 1000 м. Посів перше місце у третьому кваліфікаційному запливі, а у фіналі став бронзовим призером. Медаль, завойована Тарновським, стала першою для Молдови на цих Олімпійських іграх.
18 серпня 2016 року було оголошено, що допінг-проба Тарновського дала позитивний результат, він був позбавлений медалі.
Тарновський подав апеляцію в Спортивний арбітражний суд, але 11 липня 2018 року Спортивний арбітражний суд повідомив про відхилення апеляції і відсторонення Тарновського від змагань на 4 роки.
Вперше після чотирирічної перерви Сергій Тарновський взяв участь у змаганнях на Кубку світу з веслування на байдарках і каное у вересні 2020 року і відразу завоював золоту медаль на дистанції 1000 м.